# 水口敬文
水口 敬文（みずぐち たかふみ）は、日本のライトノベル作家。

## 経歴
2004年に「彼女の運命譚」で角川書店主催の公募新人賞である第9回スニーカー大賞にて奨励賞を受賞、同年「憐 Ren 刻のナイフと空色のミライ」に改題しデビュー。

## 著作
- 憐 Ren（角川スニーカー文庫、表紙・イラスト：シギサワカヤ）
- ウィッチマズルカ（角川スニーカー文庫、表紙・イラスト：すまき俊悟）
  - ウィッチマズルカ I.魔法、信じますか？（2006年6月30日発売 ISBN 4-04-470805-3）
  - ウィッチマズルカ II.つながる思い（2006年10月31日発売 ISBN 4-04-470806-1）
- 月色プラットホーム（一迅社文庫、表紙・イラスト：松崎豊）（2009年1月20日発売 ISBN 978-4-7580-4052-5）
- シャドウ・ホームステイ（一迅社文庫、表紙・イラスト：熊虎たつみ）（2010年1月20日発売 ISBN 978-4-7580-4131-7）
- クーデレの彼女とキスがしたい（一迅社文庫、表紙・イラスト：たろプン）
  - クーデレの彼女とキスがしたい（2011年10月20日発売 ISBN 978-4-7580-4264-2）
  - クーデレの彼女とキスがしたい 2（2012年4月20日発売 ISBN 978-4-7580-4315-1）
- 猫は勘定にいれません、もちろん家にもあげません（一迅社文庫、表紙・イラスト:たろプン）（2012年12月20日発売 ISBN 978-4-7580-4386-1）
- 高校生魔王の決断（ガガガ文庫、表紙・イラスト:鍋島テツヒロ）
  - 高校生魔王の決断（2013年8月20日発売 ISBN 978-4-09-451431-5）
  - 高校生魔王の決断2（2014年1月17日発売 ISBN 978-4-09-451462-9）
- 「私と一緒に住むってどうかな？」 見た目ギャルな不器用美少女が俺と二人で暮らしたがる（HJ文庫、表紙・イラスト:ろうか）
  - 「私と一緒に住むってどうかな？」 1 見た目ギャルな不器用美少女が俺と二人で暮らしたがる（2021年4月1日発売 ISBN 978-4-7986-2475-4）
  - 「私と一緒に住むってどうかな？」 2 見た目ギャルな不器用美少女が俺と二人で暮らしたがる（2021年9月1日発売 ISBN 978-4-7986-2582-9）
  - 「私と一緒に住むってどうかな？」 3 見た目ギャルな不器用美少女が俺と二人で暮らしたがる（2022年3月1日発売 ISBN 978-4-7986-2758-8）
- 愛され天使なクラスメイトが、俺にだけいたずらに微笑む（HJ文庫、表紙・イラスト:たん旦）
  1. （2023年6月1日発売 ISBN 978-4-7986-3195-0）
  2. （2024年2月1日発売 ISBN 978-4-7986-3404-3）
  3. （2024年8月30日発売 ISBN 978-4-7986-3612-2）